# Kupčina
Kupčina – potok w Chorwacji. Jego długość wynosi 56 km.
Jest dopływem Kupy, do której wpada w pobliżu wsi Donja Kupčina. Powierzchnia jej dorzecza wynosi 614,4 km². Swe źródła ma w paśmie górskim Žumberačko gorje, u podnóża góry Pleš (977 m n.p.m.). W jej górnym biegu znajduje się wodospad Sopotski slap.